# جبريل فيغيروا
جبريل فيغيروا (بالإسبانية: Gabriel Figueroa)‏ هو مصور سينمائي ومصور مكسيكي، ولد في 24 أبريل 1907 في مدينة مكسيكو في المكسيك، وتوفي بنفس المكان في 27 أبريل 1997.

## وصلات خارجية
- الموقع الرسمي
- جبريل فيغيروا على موقع IMDb (الإنجليزية)
- جبريل فيغيروا على موقع ألو سيني (الفرنسية)
- جبريل فيغيروا على موقع أول موفي (الإنجليزية)
- جبريل فيغيروا على موقع قاعدة بيانات الأفلام السويدية (السويدية)
- جبريل فيغيروا على موقع قاعدة بيانات الفيلم (الإنجليزية)
- جبريل فيغيروا على موقع كينوبويسك (الروسية)